# Польская военная организация
По́льская вое́нная организа́ция (ПОВ, POW, пол. Polska Organizacja Wojskowa) — подпольная (нелегальная) военизированная организация, созданная во время Первой мировой войны в целях борьбы за возвращение польских территорий.
В некоторых источниках называется «Польская войсковая организация».

## История
Создана в ноябре 1914 года по инициативе Юзефа Пилсудского объединением Стрелецкого союза и Польских стрелецких дружин. Cекретная военная организация, действовавшая в 1914-1921 годах сначала в Царстве Польском, затем также в коренной России и на других территориях бывшей Речи Посполитой, аннексированных Россией, а также в зоне Aвстрийского Pаздела. Слабо связанными с ней были: Польская военная организация Прусского Pаздела , а также Польская военная организация Верхней Силезии и Польская военная организация Каунасской Литвы.
Негласное покровительство организации оказывали власти Германии. Руководящим органом был Центральный национальный комитет (пол. Centralny Komitet Narodowy), главным комендантом — Юзеф Пилсудский. После того, как Германия заняла царство Польское и его столицу Варшаву, организация легализовалась, большая часть её членов вступила в Польские легионы. В 1917 году после распоряжения Пилсудского о том, чтобы польские солдаты, служившие в армиях Центральных держав, не давали присяги на верность Германии и Австро-Венгрии, он был интернирован немецкими властями, часть членов организации была арестована и интернирована в лагерях в Щипёрно и Гродувке, организация вновь ушла в подполье. Деятельность организации направлялась, помимо прежнего противника, также против Германии и Австрии.
Польскую военную организацию возглавил Эдвард Рыдз-Смиглы. Политическое руководство осуществлял законспирированный конвент во главе с Енджеем Морачевским.
Осенью 1918 года члены организации участвовали в разоружении немецких и австрийских солдат в Царстве Польском и на других польских территориях и в выводе их за пределы Польши. В середине ноября члены Польской военной организации блокировали австрийские гарнизоны в Галиции, обеспечив польский контроль над территорией. С ноября 1918 около 400 бойцов организации участвовало в обороне Львова от сечевиков Западно-Украинской Народной Республики.
С образованием в ноябре 1918 года временного народного правительства Польши в Люблине Польская военная организация стала вооружёнными силами этого правительства. В декабре 1918 года организация влилась в формирующуюся польскую армию.
Позднее возникали по сути автономные формирования, поддерживавшие контакты с одноименной общенациональной организацией и имевшие те же цели. В феврале 1918 года возникла Польская военная организация прусских земель (пол. Polska Organizacja Wojskowa Zaboru Pruskiego). Она организовала Великопольское восстание и стала основой вооружённых сил повстанцев (Армия велькопольская).
В феврале 1919 года были созданы Польская военная организация Верхней Силезии (пол. Polska Organizacja Wojskowa Górnego Śląska) и Военная организация Поморья (пол. Organizacja Wojskowa Pomorza). В Литве Польская военная организация готовила государственный переворот, намеченный на конец августа 1919 года. Переворот должен был бы привести к власти пропольское правительство, которое обеспечило бы присоединение Литвы к Польше. Полученные литовскими властями сведения и массовые аресты 28 августа 1919 года подозреваемых в причастности к заговору предотвратили переворот. 117 обвиняемых предстали перед военным судом в Каунасе 14—24 декабря 1920 года и были приговорены к различным мерам наказания.

### Во время сталинских репрессий 1930-х годов
В Советском Союзе в 1930-е годы в ходе массовых репрессий в том числе коммунистов и деятелей Коминтерна, их, как правило, обвиняли в принадлежности к «Польской военной контрреволюционной организации», «шпионско-террористической группировке Польская военная организация», «диверсионно-шпионской сети польской разведки в СССР, существовавшей в виде так называемой «Польской организации войсковой».